# Flagellophora apelti
Flagellophora apelti är en plattmaskart som beskrevs av Faubel och Dorjes 1978. Flagellophora apelti ingår i släktet Flagellophora och familjen Ascopariidae. Arten är reproducerande i Sverige. Inga underarter finns listade i Catalogue of Life.